# Лелен-Лапюжоль
Леле́н-Лапюжо́ль (фр. Lelin-Lapujolle) — коммуна во Франции, находится в регионе Юг — Пиренеи. Департамент — Жер. Входит в состав кантона Рискль. Округ коммуны — Миранд.
Код INSEE коммуны — 32209.

## География

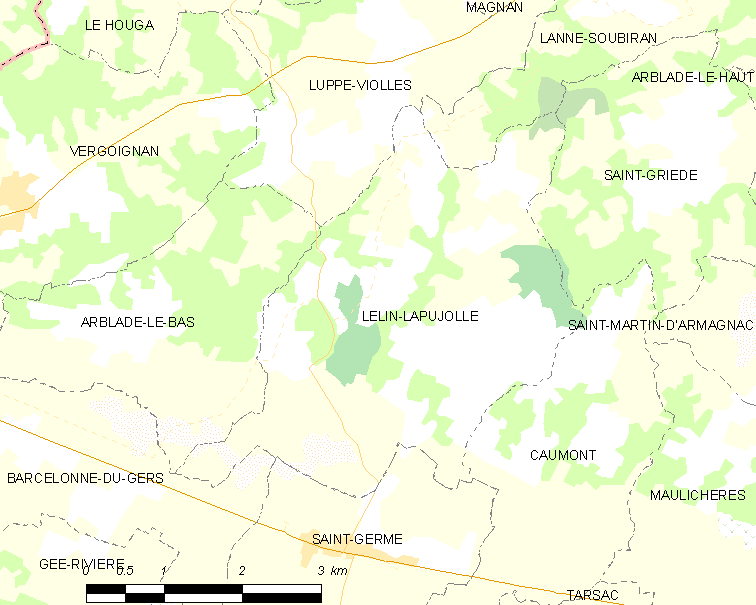
Карта коммуны

Коммуна расположена приблизительно в 610 км к югу от Парижа, в 130 км западнее Тулузы, в 60 км к западу от Оша.

## Климат
Климат умеренно-океанический. Лето жаркое и немного дождливое, температура часто превышает 35 °С. Зимой часто бывает отрицательная температура и ночные заморозки. Годовое количество осадков — 700—900 мм.

## Население
Население коммуны на 2010 год составляло 233 человек.
| 1962 | 1968 | 1975 | 1982 | 1990 | 1999 | 2010 |
| ---- | ---- | ---- | ---- | ---- | ---- | ---- |
| 259  | 242  | 222  | 213  | 205  | 207  | 233  |

## Администрация
| Период | Период | Фамилия      | Партия | Примечания |
| ------ | ------ | ------------ | ------ | ---------- |
| 2001   | 2014   | Бернар Мань  |        |            |
| 2014   | 2020   | Марк Дюкурно |        |            |

## Экономика
В 2010 году среди 148 человек трудоспособного возраста (15-64 лет) 115 были экономически активными, 33 — неактивными (показатель активности — 77,7 %, в 1999 году было 75,0 %). Из 115 активных жителей работали 108 человек (56 мужчин и 52 женщины), безработных было 7 (2 мужчин и 5 женщин). Среди 33 неактивных 3 человека были учениками или студентами, 20 — пенсионерами, 10 были неактивными по другим причинам.